# Machairoscelis
Machairoscelis is een geslacht van hooiwagens uit de familie Gonyleptidae.
De wetenschappelijke naam Machairoscelis is voor het eerst geldig gepubliceerd door Kury in 2003. 

## Soorten
Machairoscelis omvat de volgende 2 soorten:
- Machairoscelis armatipes
- Machairoscelis singularis